# Nadvirna
Nadvirna (ukrainsk: Надві́рна, tr. Nadvírna, ukrainsk udtale: [nɐdʲˈʋʲirnɐ]  ( hør); polsk: Nadwórna; jiddisch: נאַדוואָרנאַ, tr. Nadvorna) er en by i den vestlige del af Ukraine. Byen har en befolkning på omkring 22.504 (2022) indbyggere. 
Nadvirna beliggende i Ivano-Frankivsk oblast og er det administrative centrum for Nadvirna rajon. Nadvirna er sæde for administrationen af Nadvirna hromada, en af Ukraines hromadaer.
Byen ligger i et let kuperet, grønt område 32 km nordøst for Karpaterne. De vigtigste eksportvarer og råvarer fra byen omfatter salt, olie og olieprodukter samt tømmer. Byen var i begyndelsen af det 20. århundrede populær som et sommerferieområde med restauranter og hoteller.

## Historie
Fra midten af det 14. århundrede og indtil 1772 (se Polens delinger) var Nadvirna, kendt på polsk som Nadwórna, en del af Kongedømmet Polen. I 1772 blev det annekteret af Habsburgske Imperium og forblev i Kongeriget Galicien og Lodomerien indtil slutningen af 1918. I mellemkrigsårene blev grænserne ændret, og byen blev en del af Den anden polske republik. Efter Invasionen af Polen i 1939 blev den indlemmet i Ukrainske SSR (se også Molotov-Ribbentrop-pagten). Nadvirna blev besat af tyskerne i 1941 under Anden Verdenskrig. Efter krigen blev det igen optaget i Ukrainske SSR. Siden Ukraines uafhængighed i 1991 har byen været en del af Ukraine.